# Michael Hughes (assassino em série)

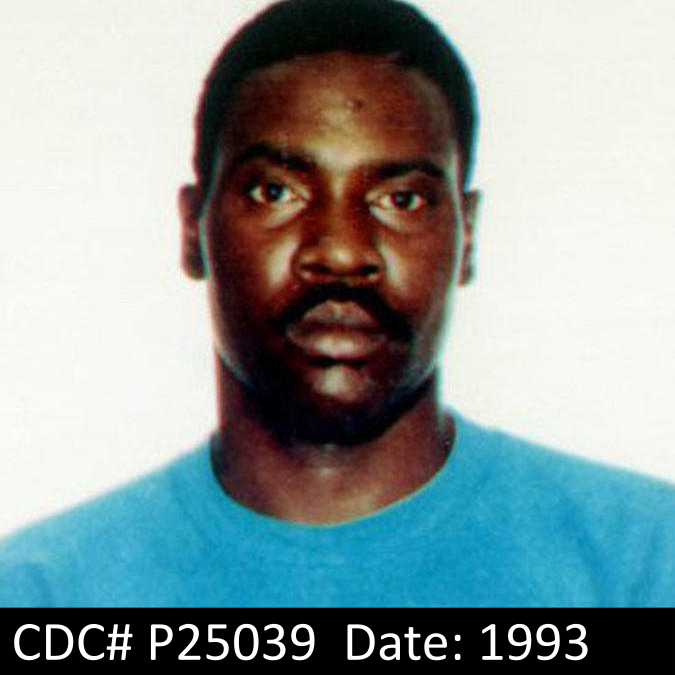

Michael Hubert Hughes (Michingan, 1957) é um assassino em série americano que foi condenado à prisão perpétua pelos assassinatos de três mulheres e uma menina na Califórnia e, num julgamento posterior, foi condenado à morte pelos assassinatos de três outras mulheres.

## Vítimas
Michael Hughes fez 7 vítimas, mas as autoridades suspeitam que possa ter feito mais. Em 2008, os detetives investigavam o possível envolvimento de Hughes em outros assassinatos nos Estados Unidos. Enquanto estava na Marinha, ele passou um tempo em Michigan, San Diego, Long Beach e Frostburg, Maryland.
- Yvonne Coleman de 15 anos no dia 22 de janeiro de 1986.[2]
- Verna Patricia Williams de 36 anos no dia 26 de maio de 1986.[2]
- Deborah Jackson de 30 anos também conhecida como Harriet McKinley no dia 1 de dezembro de 1987.[2]
- Theresa Ballard de 26 anos no dia 23 de setembro de 1992.[3]
- Brenda Bradley de 38 anos no dia 5 de outubro de 1992. Sobrinha do ex-prefeito de Los Angeles, Tom Bradley.[4]
- Terri Myles de 33 anos no dia 8 de novembro de 1993.[3]
- Jamille Harrington também conhecido como Jamie Harrington. 14 de novembro de 1993.[3]

## Primeiro julgamento
Em dezembro de 1993, Michael Hughes, um segurança, foi preso em Culver City. Em 1998, ele foi condenado à prisão perpétua sem liberdade condicional pelos assassinatos de Teresa Ballard, Brenda Bradley, Terri Myles e Jamie Harrington por estrangulamento.
Teresa Ballard de 26 anos, foi encontrada no Jesse Owens County Park de Los Angeles no dia 23 de setembro de 1992. As outras vítimas, Brenda Bradley de 38 anos e Terri Myles de 33, encontradas em 8 de novembro de 1993 e Jamille Harrington de 29 anos, encontrada em 14 de novembro de 1993 foram encontradas em becos numa área comercial de Culver City.

## Segundo julgamento
No dia 3 de julho de 2008, Michael Hughes foi acusado de agredir e estrangular sexualmente duas mulheres e duas adolescentes na área de Los Angeles entre 1986 e 1993, depois de os detetives o associarem a amostras de ADN das vítimas usando novas tecnologias forenses. O caso de Deanna Wilson de 30 anos, que foi encontrada numa garagem em 30 de agosto de 1990, foi posteriormente arquivado, mas foi usado pelos promotores para estabelecer o padrão de Michael Hughes.
Michael Hughes matou Yvonne Coleman de 15 anos, em 22 de janeiro de 1986. O seu corpo foi encontrado num parque em Inglewood, Califórnia. As outras duas foram mortas em Los Angeles. Verna Williams de 36 anos, foi descoberta numa escada em 26 de maio de 1986. Ela foi considerada na época uma vítima do prolífico assassino em série, até então não identificado, conhecido como Southside Slayer (mais tarde apelidado de Grim Sleeper, e mais tarde ainda identificado como Lonnie David Franklin Jr.). Deborah Jackson de 32 anos, foi encontrada em 25 de junho de 1993.
Michael Hughes foi condenado em novembro de 2011 e sentenciado à morte em junho de 2012 pelos assassinatos de Yvonne Coleman, Verna Williams e Harriet McKinley. A moção de Michael Hughes para reduzir a sua sentença à prisão perpétua sem liberdade condicional, baseada em acontecimentos perturbadores durante a sua infância, a saber, que ele foi espancado quando criança e viu a sua mãe fazer um aborto à sua irmã, foi negada.
Michael Hughes está a aguardar a execução no corredor da morte na Prisão Estadual de San Quentin.